# Dvenadsať Apostolov
Dvenadsať Apostolov (rusky Двенадцать Апостолов – „Dvanáct apoštolů“) byla bitevní loď typu predreadnought ruského carského námořnictva, jediná loď své třídy. Postavila ji loděnice v Nikolajevu. Do služby u černomořského loďstva vstoupila v roce 1893, ale plně připravena byla až v roce 1894. Podílela se na neúspěšném pokusu o potlačení vzpoury na bitevní lodi Potěmkin v roce 1905. V roce 1911 byla vyřazena ze služby a odzbrojena a následující rok sloužila jako nepohyblivé ponorkové depo. V roce 1918 byla v Sevastopolu obsazena německými jednotkami a v prosinci byla předána spojencům. Loď zůstala nehybná a kotvila v Sevastopolu, kde byla za ruské občanské války zajata oběma stranami. Zde také zůstala opuštěná, poté co bílé jednotky v roce 1920 evakuovaly Krym. V roce 1925 byla použita při natáčení filmu Křižník Potěmkin, kde ztvárnila titulní loď Potěmkin a v roce 1931 byla definitivně vyřazena.